# 주교

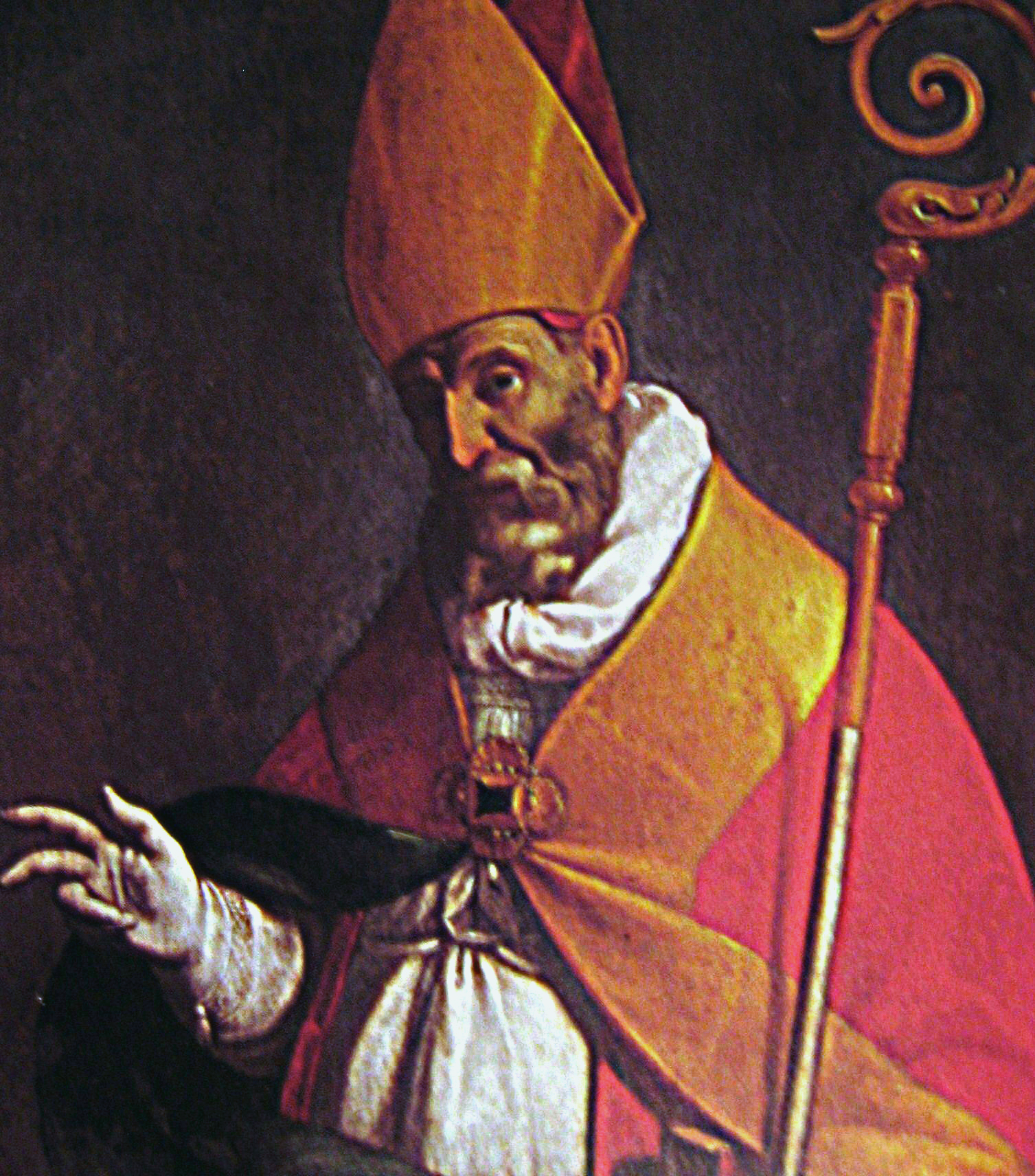
카를로 세레사.

주교(主敎)는 교구나 관구의 사목 책임을 지고 감독하는 기독교의 성직자를 말한다. 사교(司敎)라고도 하며, 영어로는 Bishop, Right Rev.라고 한다. 주교가 교회를 지도하는 주교제 교회(Episcopal Church)에서 주교는 사제, 부제와 더불어 기독교의 세 가지 성직 가운데 하나이다. 교회의 전통과 신학의 권위를 사도로부터 유래한 것으로 이해하는 사도전승을 주장하는 로마 가톨릭교회, 동방 정교회(The Eastern Orthodox Church), 오리엔트 정교회(The Oriental Orthodox church), 성공회(Anglican Church, Episcopal Church)등의 성직 가운데 하나이며 그 기원은 사도 시대까지 거슬러 올라간다. 주교는 서품성사를 집전, 부제와 사제를 서품할 수 있는 권한과 견진성사를 집전할 권한을 갖고 있다.

## 어원 및 역사
주교는 그리스어로 ‘감독하는 자’, ‘관리자’, ‘지도자’, '감독하는 관리'등을 뜻하는 에피스코포스(επισκοπο, episkopos)를 번역한 말이며, 한글신약성서에서는 '감독자'(공동번역성서), ‘감독’(개역한글판)으로 번역되어 있다. 이로 보아 주교는 이미 1세기부터 존재한 성직으로 생각된다.

## 주교의 호칭
주교를 가리키는 용어는 다음과 같다.
- 윗자리에서 지도하는 자(antistites, praesules, principes, praepositi)
- 사제들 중의 최상급자(sacerdotes primi ordinis, summi sacerdotes, sacerdos Magnus)
- 다리를 놓는 자(pontifices)
- 목자(pastores)
- 가르치는 자(doctores)

## 지위
- 지역교회, 즉 교구를 관리하는 고위 성직자

## 권한
- 사제나 부제가 되는 서품을 줄 수 있는 권한 즉, 성직을 부여할 수 있는 권한.
- 세례성사, 성체성사, 견진성사, 혼배성사를 집전할 수 있는 권한. 이 가운데 견진성사는 여전히 주교만이 집전할 수 있지만, 성체성사와 혼배성사 세례성사는 사제도 집전할 수 있다. 그 이유는 교회의 규모가 커져서 사제들이 견진성사를 주기 힘들어졌기 때문이다. 하지만 로마 가톨릭 교회의 경우, 주교에 의해 위임받은 사제도 집전할 수 있다. 이 경우 주교가 축성한 성유를 사용하여야 한다
- 강론으로 하느님의 말씀을 전할 수 있는 권한. 관할하는 교구 내에서 최고의 권위를 가지고 복음을 선포한다.

## 주교 서품 방식
- 로마 가톨릭에서는 지역 교구를 책임지는 주교의 경우는 공석인 지역 교회의 추천을 거쳐, 최종적으로 교황에 의해 임명된다. 주교서품식은 주례주교를 포함 3명의 주교 집전하에 진행되며 참석한 주교들의 안수를 통하여 대상자가 주교품에 올려진다. 지역교회(교구)의 교구장으로 서품된 주교인 경우는 착좌식을 한다.(보좌주교나 부교구장주교로 서품된 경우는 착좌식이 없다)
- 성공회에서는 교구의회에서 주교를 선출한다. 이때 후보자는 정하지 않으며, 즉 교구장으로 적합하다고 여겨지는 인물이 성직자와 신자들에게서 3분의 2이상의 찬성을 받음으로써 정해질때까지 투표하여 선출된 사제가 교구장으로 선출 된다.[2] 선거에서 피선된 성공회 사제는 주교서품예식을 통해 주교서품을 받으며, 관구법규(교회법)에 따라 65세까지 교구장으로 사목할 수 있다.

## 대한민국의  로마 가톨릭 주교

로마가톨릭 일반주교문장

#### 현직 교구장 주교
서울관구
- 이용훈 (마티아) 주교 : 수원교구 제4대 교구장
- 조규만 (바실리오) 주교 : 원주교구 제3대 교구장
- 정신철 (요한 세례자) 주교 : 인천교구 제3대 교구장
- 김종수 (아우구스티노) 주교 : 대전교구 4대 교구장
- 김주영 (시몬) 주교 : 춘천교구 제8대 교구장
- 손희송 (베네딕토) 주교 : 의정부교구 제3대 교구장

대구관구
- 손삼석 (요셉) 주교 : 부산교구 제5대 교구장
- 권혁주 (요한 크리소스토모) 주교 : 안동교구 제3대 교구장
- 김종강 (시몬) 주교 : 청주교구 제4대 교구장
- 이성효 (리노) 주교 : 마산교구 제6대 교구장

광주관구
- 김선태 (사도요한) 주교 : 전주교구 제8대 교구장
- 문창우 (비오) 주교 : 제주교구 제5대 교구장

군종교구
- 서상범 (티토) 주교 : 제4대 교구장

#### 현직 교구장 서리
- 박현동 (블라시오) 아빠스 : 현 덕원자치수도원구 자치구장 서리

#### 현직 교구 보좌주교(명의주교)
- 문희종 (세례자 요한) 주교 : 수원교구 보좌 겸 제2대리구장 (무티아 명의주교)
- 장신호 (요한 보스코) 주교 : 대구대교구 보좌 (베스케라의 명의주교)
- 구요비 (욥) 주교 : 서울대교구 보좌 (스파스페리아 명의 주교)
- 한정현 (스데파노) 주교 : 대전교구 보좌 (모조트코리의 명의주교)
- 신호철 (바오로) 주교 : 부산교구 보좌 (벨레사사의 명의주교)
- 이경상 (바오로)주교 : 서울대교구 보좌 (누미디아의 게르마니아 명의주교)
- 최광희 (마태오)주교 : 서울대교구 보좌 (엘레판타리아 디 마우리타니아 명의주교)

#### 은퇴주교(명예주교)
- 김창렬 (바오로) 주교 : 전 제주교구 제3대 교구장
- 최덕기 (바오로) 주교 : 전 수원교구 제3대 교구장
- 이한택 (요셉) 주교 : 전 서울대교구 보좌 (전 티부자베툼 명의주교), 전 의정부교구 초대 교구장
- 김지석 (야고보) 주교 : 전 원주교구 제2대 교구장
- 안명옥 (프란치스코 하비에르) 주교 : 전 마산교구 제4대 교구장
- 이병호 (빈첸시오) 주교 : 전 전주교구 제7대 교구장
- 황철수 (바오로) 주교 : 전 부산교구 제4대 교구장
- 김운회 (루카) 주교 : 전 춘천교구 제7대 교구장 겸 함흥교구장 서리
- 강우일 (베드로) 주교 :  전 제주교구 제4대 교구장
- 배기현 (콘스탄틴) 주교 : 전 마산교구 제5대 교구장
- 이기헌 (베드로) 주교 : 전 의정부교구 제2대 교구장

총 41명의 주교(추기경 1명, 대주교 6명 포함)와 1명의 자치수도원구 자치구장 서리인 아빠스(대수도원장)가 대한민국에 있다. 주교는 주교품을 받음으로 주교직을 맡을 수 있으며, 대주교직에서 주교직으로, 주교직에서 대주교직으로 자리바꿈하는 데는 새로운 서품이 필요없다.
가톨릭의 주교직(주교, 대주교, 총대주교)과 명의주교직을 수행하는 이는 75세가 넘게 되거나 그 이전에 신병으로 주교직 업무가 어려울시 교황에게 은퇴를 신청하게 되며 윤허가 떨어지면 주교직에서 은퇴를 하게 된다. 추기경직을 겸직한 교구장주교는 만75세에 이르면 교구장주교직만 사임신청하게 된다. 한편 추기경직은 종신이다. 은퇴한 주교는 자신이 봉직한 교구의 명예주교 칭호를 지닌게 된다  (예: 전임교구장주교  혹 보좌주교)
그리고 보통 주교하면 교구장직을 맡은 주교(대주교)를 말한다. 교구장이 아닌 주교는 실질적으로 교구에 권한이 없고, 교구장주교가 위임한 것만 할 수 있다. 교황청의 성성장관은 교황의 보좌주교격으로 교황이 위임한 업무를 집행한다.
주교,대주교가 대주교 ,총대주교 직으로 이동되거나   총대주교,대주교직에서 대주교,주교직으로 이동은   직책 이동일뿐이다   승품이니 승임은 아니다
아울러  명의주교는 재직중인 주교에게 부여되는 직책이며 명예주교는 은퇴한 주교들에게  불리어지는 칭호이다  직책이 아니다

## 대한민국의 성공회 주교

### 서울교구
- 선교사 주교 시대
  - 1대:고요한(존 코프) 주교(1890년 9월 29일 인천항으로 조선에 입국, 성공회 내동교회, 랜디스(남득시)선교사가 의료선교를 한 성 루가병원(낙선시 병원),서울 성 마태병원으로써 선교활동을 함.)
  - 2대:단아덕 주교(1905년 1월 25일 서품)
  - 3대:조마가 주교(1911년 7월 25일 서품)-1915년 김희준(마가)신부에게 대한성공회 첫 한국인 사제서품을 줌.
  - 4대:구세실 주교(1931년 6월 11일)
  - 5대:김요한 주교(1955년 12월 23일)
- 한국인 주교 시대
  - 1대:이천환(바우로) 주교(1965년 5월 27일) (한국인 초대 서울교구장)
  - 2대:김성수 (시몬) 주교:초대 관구장, (1984년 서품)- 현재 성공회 우리마을(원장:원순철 신부)로써 발달장애인 직업자활시설을 운영함.
  - 3대:정철범 (마태) 주교:3,4대 관구장
  - 4대:박경조 (프란시스) 주교: (2005년 서품)
  - 5대:김근상 (바우로) 주교:7대 관구장
  - 6대:이경호 (베드로) 주교 (2017년 서품)

### 대전교구
- 1대:김요한(존 데일리) 주교
- 2대:노대영(리차드 러트)주교 (1968년 교구장 승임)
- 3대:배두환(마가) 주교 (1974년 서품)
- 4대:윤환(바우로) 주교:제5대 관구장 (1987년 서품)
- 5대:신현삼(안드레아) 주교
- 6대:권희연 (미카엘) 주교
- 7대:유낙준(모세) 주교 (2014년 서품)

### 부산교구
- 1대:최철희(윌리암) 주교 (1974년 서품)
- 2대:김재헌(분도) 주교:2대 관구장 (1988년 서품)
- 3대:이대용(요셉) 주교 (1999년 서품)
- 4대:윤종모(솔로몬) 주교:6대 관구장 2009년
- 5대:박동신(오네시모) (2012년 서품):8대 관구장

## 개신교 내 감독제 교회
개신교에서는 주교라는 말을 쓰지 않지만, 대신 감독이라는 말을 사용하며, 감리교회처럼 감독이 목회하는 교회를 감독제교회라고 한다. 개신교 신학자들은 사도권이 안수를 통해 전해져 온다는 사도전승 이론을 성경적 근거가 없다는 이유로 부정한다. 감독제교회는 공교회, 즉 보편교회의 제도를 따른 것이라고 보며, 한국의 감리교회는 대영역인 연회의 업무를 이끌고, 목사를 안수한다. 하지만 감독제 교회를 따르지 않는 개혁교회 영향의 회중 중심의 교회는 성경에 서술하는 감독의 직분은 장로(presbuteros)와 차이가 없다고 보며, 장로와 감독은 같은 직분의 다른 표현이라고 보는 것이 주류를 이루고 있다. 그래서 오해를 피하기 위해 주교라는 명칭을 사용하지 않지만, 간혹 감독이라는 호칭을 특정 장로에게 부여하는 경우는 있다. 한국의 감독제교회는 로마 가톨릭이 주장하는 역사적 사도권을 부정한다. 사도권의 의미는 사도가 전한 복음에 대한 충성이지 사도에 대한 충성이 아니기 때문이다. 감독은 다만 교회의 대표자 역할과 목사를 안수하는 권한을 부여할 뿐이고, 대개 임기가 정해져 있다.
- 기독교 대한 감리회

대한민국 개신교에서는 기독교대한 감리회(감리교회)가 대표적인 감독제 교회이다. 대체로 지역 구역과 유사한 책임지역인 연회를 책임지며, 새로운 감독과 감리사, 목사 안수, 연회 구역내의 교회와 목사들을 돌보고, 목사를 지역교회에 파송할 권한도 지니며, 교회의 교리를 보호하는 일을 담당한다. 감독 선거를 통해 선출된 감리교회의 12명 감독 중에 감독회장을 선임하여 감리교회를 대표한다.
- 미국 복음주의 루터교회

감독(Bishop)은 평신자와 사목자가 모두 참여하는 회중회의(Synod Assemblies)에서 선출된다. 6년 임기이며, 연임 가능하다.
- 미국, 연합 감리 교회(en:United Methodist Church)

감리교는 감독제 교회를 뿌리로 하기 때문에, 감독선거에서 선출된 감독이 교회를 지도하도록 되어 있다.
미국 연합 감리 교회에서는 감독들은 교회 행정 및 목회의 총책임자이다. 안수받은 장로목사 중에서 선출되며 행사에 참여하는 다른 감독의 안수에 의해 임명되는 종신직이다. 초대교회의 전통적인 삼직제(감독목사, 장로목사, 집사목사)의 개념에 따르며, 감독직(Office of the Episcopacy)의 구성원으로 있는 동안에는 장로목사회(Order of Elders)에 속한다. 연합 감리 교회내에서는 감독들은 다른 감독에게 안수하거나 목사안수를 줄 수 있다. 연합 감리 교회의 감독의 역할은 감독 및 목사안수, 책임 지역내에 있는 교회들과 목사에 대한 목회에 대한 책임, 교회의 교리에 대한 보호 등이 있다.
- 기독교 감리감독교회(영어판)

이 교회에서 감독은 교회 관리의 총 책임자이다. 남녀 모두 간접 투표로 선출될 수 있으며, 74세가 정년이며, 의무적으로 은퇴해야 한다. 주된 책임은 지역 교회의 사목자를 선출하고, 성직후보자에게 안수하며, 교회 교리를 수호하는 것이다.
- 하느님의 오순절 교회(en:Pentecostal Church of God)

2002년 이 교회는 주교라는 명칭이 종교적 지도자 역할에 적합하다고 판단하여, 교회 총 책임자의 명칭을 주교로 바꾸기로 결정했다. 주교라고 부르기로 결정했으나, 이 교회의 주교는 사도전승에 따라 서품되지는 않으며, 12사도까지 연결되지 않는다. 주교라는 명칭은 일반(국제적) 그리고 지역 리더들에게 붙는다.
- 기타

일부 침례교파에서 주교라는 직위 명칭을 사용하기 시작했다. 소규모의 개신교 교파들과 독립 교회들은 주교라는 명칭을 사목자(pastor)와 같은 의미로 쓴다. 남녀 모두 가능하다. 미국의 아프리카계 미국인 교회들에서 특히 자주 사용되며, 장로교계 제도를 따르는 스코틀랜드 교회(Church of Scotland)에서도 서품받은 사람을 주교라고 부른다.

## 같이 보기
- 사도행전 1:20
- 사도행전 20:28
- 필립비서 1:1
- 디모데전서 3:2
- 디도서 1:7
- 베드로전서 2:25
- 추기경
- 대주교